# الرامة (جنين)

قرية الرامة: منظر عام من الجنوب

الرامه هي قرية فلسطينية من قرى الضفة الغربية في محافظة جنين وتقع إلى الجنوب الغربي من المدينة، وتبعد عنها 20 كم على ارتفاع 390 متراً عن سطح البحر. تبلغ مساحة أراضيها 4,768 دونما. يحيط بها أراضي قرى كفر راعي، وسيلة الظهر، وبلعا،عجة، وفحمة.

## التسمية
سميت القرية بهذا الإسم نسبة إلى طبيعة أراضيها المرتفعة، التي تميز القرية.

## الأماكن الدينية
- المسجد العمري
- مسجد الأمين

## السكان
بحسب الجهاز المركزي للإحصاء الفلسطيني عام 2017 بلغ عدد سكان القرية 1211 نسمة، وارتفع في عام 2018 إلى 1237 نسمة، ثم 1262 نسمة عام 2019. في عام 2020 وصل عدد سكتان الرامة إلى 1289، وفي عام 2021 ارتفع إلى 1315، في عام 2022 وصل عدد السكان إلى 1342 نسمة، وفي عام 2023 بلغ 1370 نسمة. وفي عام 2024 وصل عدد السكان إلى 1397 نسمة.

## التاريخ
تقع  الرامة على تلة في السهل. وقد تم العثور فيها على قطع سيراميك من العصر البيزنطي.

### العصر العثماني
تم ضم القرية مثل باقي المدن الفلسطينية، إلى الإمبراطورية العثمانية في عام 1517، وفي سجلات الضرائب لعام 1596كانت تقع في ناحية جبل سامي في نابلس. تم تسجيل الرامة كقرية مسلمة بالكامل ويبلغ عدد سكانها 17 عائلة. كان السكان يدفعون ضريبة ثابتة بنسبة 33.3% على المنتجات الزراعية، بما في ذلك القمح والشعير والمحاصيل الصيفية وأشجار الزيتون والماعز و/أو خلايا النحل، ومعصرة زيت الزيتون أو شراب العنب، بالإضافة إلى الإيرادات العرضية وضريبة على الأشخاص من منطقة نابلس، بإجمالي 5774 قرشًا.
في عام 1838، تم تسجيل الرامة كقرية في قضاء الشوارية الشرقية، شمال نابلس.
في عام 1870 وجد فيكتور جورين أن عدد سكان القرية بلغ 120 نسمة. وأشار أيضًا إلى الصهاريج القديمة.
في عام 1882، أشار مسح فلسطين الغربية الذي أجرته مؤسسة أبحاث فلسطين (PEF) على أنها "قرية بارزة على تلة مرتفعة فوق السهل الصغير، مع منزل مرتفع في المنتصف. وهي متوسطة الحجم، وتحتها أشجار زيتون. جوانب التل شديدة الانحدار."

### عصر الإنتداب البريطاني
وفقاً لتعداد عام 1922 الذي أجرته سلطات الانتداب، بلغ عدد سكان القرية 149 نسمة، وارتفع في تعداد عام 1931 إلى 186 نسمة في 39 منزلًا.
في إحصاءات عام 1945 بلغ عدد سكان الرامة 280 مسلماً.  بينما بلغت المساحة الإجمالية للأرض 4768 دونماً، وذلك وفقاً لمسح رسمي للأراضي والسكان. ومن هذه المساحة، تم تخصيص 244 دونمًا للمزارع والأراضي المروية، و1487 دونمًا للحبوب، بينما تم تصنيف 6 دونمات كمناطق مبنية.

### العصر الإردني
بعد النكبة الفلسطينية عام 1948، وبعد اتفاقيات الهدنة عام 1949، أصبحت الرامة تحت الحكم الأردني. 
في عام 1961 بلغ عدد سكانها 376 نسمة.

### ما بعد 1967
منذ حرب الأيام الستة عام 1967، أصبحت القرية تحت الاحتلال الإسرائيلي.